# 全体主義

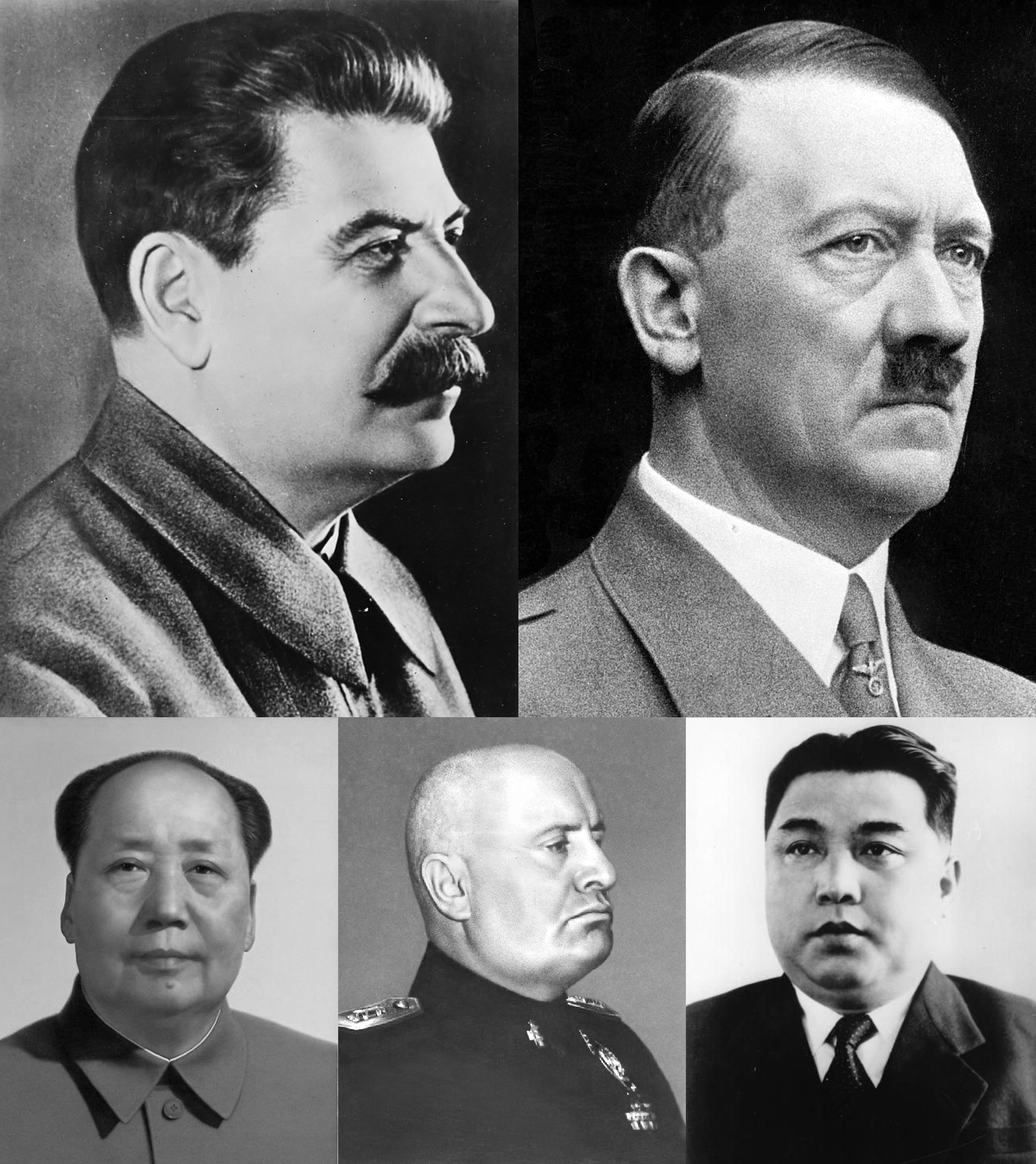
全体主義体制による支配を行ったとしてしばしば批判される指導者たち。写真の左から右、次いで上から下の順に、ソビエト連邦共産党書記長ヨシフ・スターリン、ドイツ総統アドルフ・ヒトラー、中国共産党中央委員会主席毛沢東、イタリア統帥ベニート・ムッソリーニ、北朝鮮の永遠なる首領の金日成。

全体主義（ぜんたいしゅぎ、英語: Totalitarianism、イタリア語: Totalitarismo）とは、個人の自由や社会集団の自律性を認めず、個人の権利や利益を国家全体の利害と一致するように統制を行う思想または政治体制である。対義語は個人主義である。
政治学においては権威主義体制の極端な形とされる。通常、この体制を採用する国家は特定の人物や党派または階級によって支配され、その権威には制限が無く公私を問わず国民生活の全ての側面に対して、可能な限り規制を加えるように努める。

## 用語
トータリタリアニズム（totalitarismo）という単語は、1923年にジョヴァンニ・アメンドラによって初めて用いられた。第一次世界大戦で登場した「総力戦」（total war）の用語の連想から生まれたとされる。
ジョヴァンニ・ジェンティーレは全体主義者を自称した。1929年11月2日の「ロンドンポスト」は、ベニート・ムッソリーニ体制下のイタリアを最初に「全体主義国家」と呼んだ。1932年のザ・ドクトリン・オブ・ファシズムではイタリアのファシストが「全体主義」を肯定的な意味で使用した。
エンツォ・トラヴェルソは著書「全体主義」で、「全体主義」という用語と概念の歴史を以下のように整理し、時代によりさまざまな異なる概念を入れる「容器」として機能した、と記した。
- 1923年、ジョヴァンニ・アメンドラによって初めて用いられた「全体主義」という用語は、反ファシズム陣営で使用され始めた。イタリアのファシズムは「全体主義国家」（Stato totalitario）を、ドイツの保守革命はカール・シュミットが初発で「全体国家」（der totale Staat）を、提唱した。
- 1937年-1947年、「全体主義」との用語は、スターリニズムに対する左翼からの批判として使われるようになり、ナチス・ドイツとソビエト連邦の比較同列視も普及した。
- 1947年-1968年、ファシズム陣営の敗戦と冷戦の勃発により、「全体主義」の用語は自由世界陣営からの反共産主義のスローガンとして広く使用された。
- 1968-1980年、アレクサンドル・ソルジェニーツィンの「収容所群島」出版を機に、東欧からの亡命者が再使用するようになった。

## 特徴
一般的には、市民が通常は国家の意思決定に重要な割合を持たない権威主義体制と、公的および私生活の最も重要な側面を指示する定式化された意味で広く公布された政治思想の、結合であるとされる。
全体主義の体制や運動は、国家が管理するマスメディアによる網羅的なプロパガンダや、しばしば一党制、計画経済、言論統制、大規模な監視、国家暴力の広範な使用などによって政治権力を維持する。ナチスは全体主義を採用し、国家と民族共同体の結合を強調した。
アリストテレスは政体を君主政・共和政・民主政と分類し、その堕落形態を専政・寡頭政・衆愚政として分類した。
近代では戦間期から「全体主義」の語が登場し、第二次世界大戦に入ると全体主義および全体主義体制の語は、民主主義および民主体制への対置として用いられはじめた。
1970年代以降は、非民主的な政治体制をすべて「全体主義体制」として把握することを避けるため権威主義体制の概念が提唱され、政治体制をどのように規定すべきかという議論とともに「全体主義体制・権威主義体制・民主主義体制」という分類が定着しつつある。全体主義と権威主義との差異については、以下の表を参照のこと。
|                  | 全体主義体制       | 権威主義体制       |
| ---------------- | ------------------ | ------------------ |
| カリスマ         | 大                 | 小                 |
| 統治概念         | 機能としての指導者 | 個人としての指導者 |
| 権力の目的       | 公的               | 私的               |
| 汚職             | 少                 | 多                 |
| 公式イデオロギー | 有                 | 無                 |
| 立憲的多元主義   | 無                 | 有                 |
| 合法             | 有                 | 無                 |

## 歴史
歴史的には、プラトンは民主主義を衆愚政治と考え、フランス革命ではジャコバン派が恐怖政治を行ったが、当時は「全体主義」との用語は存在しなかった。
19世紀後半から顕在化した社会問題に対して、当時の自由民主主義による自由主義国家は有効な対応を立てられなかった。このためカール・マルクスはブルジョワ民主主義を否定して暴力革命とプロレタリア独裁を掲げ、ロシア革命でソビエト連邦共産党による一党独裁体制が誕生し、秘密警察や粛清が行われた。特にスターリン体制下では極端な個人崇拝や恐怖政治や大粛清が行われた。
またイタリア王国ではイタリア・ナショナリズムやコーポラティズムを掲げたファシズム、ドイツ国ではドイツ・ナショナリズムや反ユダヤ主義を掲げたナチズムが政権を奪取した。
なお、軍部特に陸軍の影響力が強い総動員体制下の日本やフランコ体制下のスペインやエスタド・ノヴォのポルトガルなどの権威主義体制は厳密にはファシズムとは異なるが、言論の自由に対する抑制が行われるなど全体主義と類似する特徴があった。

## 共産主義と全体主義
共産主義やマルクス主義、特にソビエト連邦の一党独裁体制について「全体主義」とする見解がある。
哲学者のカール・ポパーは『開かれた社会とその敵』で、マルクス主義は全体主義の一種であると批判した。哲学者のハンナ・アーレントは1951年の著書「全体主義の起源」で、ファシズムや国家社会主義を「全体主義」としたが、いずれも共産主義に影響を受けているものだと記した。
フランクフルト学派出身のフランツ・ボルケナウは著書「全体主義という敵」で、ファシズムと共産主義の実質的な同一性を記し、ロシアは「赤いファシズム」、ナチス・ドイツは「褐色のボルシェヴィズム」と呼んだ。フリードリヒ・ハイエクは、右翼も左翼も一見正反対に見える政治思想も実は同じ全体主義であると述べた。
欧州評議会議員会議は、2006年1月25日の1481号決議において「20世紀に席巻し、現在でも依然としていくつかの国で権力を握っている全体主義的な共産主義政権（The totalitarian communist regimes）は、例外なく、大規模な人権侵害を行なってきた。そこには、強制収容所・人為的な飢饉・拷問・奴隷労働およびその他の組織的暴力などによる個人および集団の殺害に加え、民族的または宗教的迫害・良心や思想を表明する言論の自由と表現の自由への侵害・報道の自由の侵害・政治的多元主義の欠如などが含まれる。」「全体主義的共産主義体制における犯罪は、階級闘争理論とプロレタリア独裁の原則の名の下に正当化されてきた。共産主義の敵として排除された膨大な数の犠牲者は自国民であった。」「これらの犯罪は、ナチズムの犯罪のように、国際社会によっていまだ裁かれていない。その結果、共産主義政権の犯罪に対する諸国民の認識は非常に乏しく、一部の国では、共産党は合法政党であり、活動的な場合もある。」
「欧州評議会は、共産主義体制の犯罪を強く非難するとともに、共産主義体制の犠牲者の苦しみに同情し、理解することは倫理的な責務であると考える。」と決議した。

## 日本
ジョージ・ケナンは「二次大戦の開戦前、世界の陸軍力と海軍力の圧倒的部分がナチスとソビエトと日本帝国という3つの政治勢力の手に集中されていた。これらの勢力はどれも、西側民主主義に対して深刻で危険な敵意を抱いていた」と述べた上で「この3つの全体主義国」なる括りで論評している。
ダグラス・ラミスは「ドイツでは全体主義は特定の政治体制だが、日本では、日本文化そのものが徹底的に全体主義である」と批判している。フランス人ジャーナリストロベール・ギランは、西ヨーロッパにおける個人主義と違う点として「日本の個人主義は、集団的な思想を持ち、個人間での対立をつねに避け、体制と闘うよりは、それらに仕えることの方が多い。」と述べている。
精神科医の土居健郎は「日本人の集団志向性は、ジョージ・オーウェルの一九八四に見られるような全体主義的なものとは異なる。それは個人にとって、集団の支えが絶対欠かせないという本能的感覚に基づいている。」と述べている。

## 中国
村上和也はJ.リンスの定義に照らして中華民国（台湾）の蔣介石体制を全体主義、その息子蔣経国体制を権威主義と分析する。
副島隆彦は中華人民共和国は全体主義(トータリタリアニズム)とする。